# Ambondrona (zespół muzyczny)
Ambondrona (zapis stylizowany: AmbondronA) – malgaski zespół pop-rockowy. Został założony w 2001 roku.
Zespół tworzy sześciu muzyków: Kix, Honty, Beranto, Blanc, Carryl i Mboux. W swojej działalności angażują się w kwestie społeczne i środowiskowe.
Należą do najpopularniejszych przedstawicieli malgaskiej muzyki pop i pop-rock oraz odnieśli sukcesy również poza granicami Madagaskaru. W 2002 r. ukazał się ich debiutancki album pt. Lay tanàna. Do 2021 r. wydali siedem albumów muzycznych. Na swoim koncie mają występy na wyspie Reunion, we Francji, w RPA i w Stanach Zjednoczonych.

## Dyskografia
Albumy studyjne
| Tytuł          | Rok  |
| -------------- | ---- |
| Lay tanàna     | 2002 |
| Ny ho avy      | 2003 |
| Ho mandrakizay | 2004 |
| Tohizo ihany   | 2006 |
| Fahadimy (5”)  | 2008 |
| Havaoziko      | 2013 |
| Ho soa hatrany | 2021 |